# 10-й цикл сонячної активності
10-й цикл сонячної активності — десятий цикл сонячної активності від 1755 року, коли розпочався систематичний моніторинг кількості сонячних плям. Сонячний цикл тривав 11,3 року, від грудня 1855 року до березня 1867 року. Максимальне протягом цього сонячного циклу значення числа Вольфа для кількості сонячних плям спостерігалося в лютому 1860 року і становило 186,2, а початковий мінімум числа Вольфа становив 6,0. Під час переходу з 10-го до 11-го сонячного циклу було загалом 406 днів без сонячних плям.
Саме під час цього циклу відбулися перші спостереження сонячних спалахів.

## Сонячна буря 1859 року

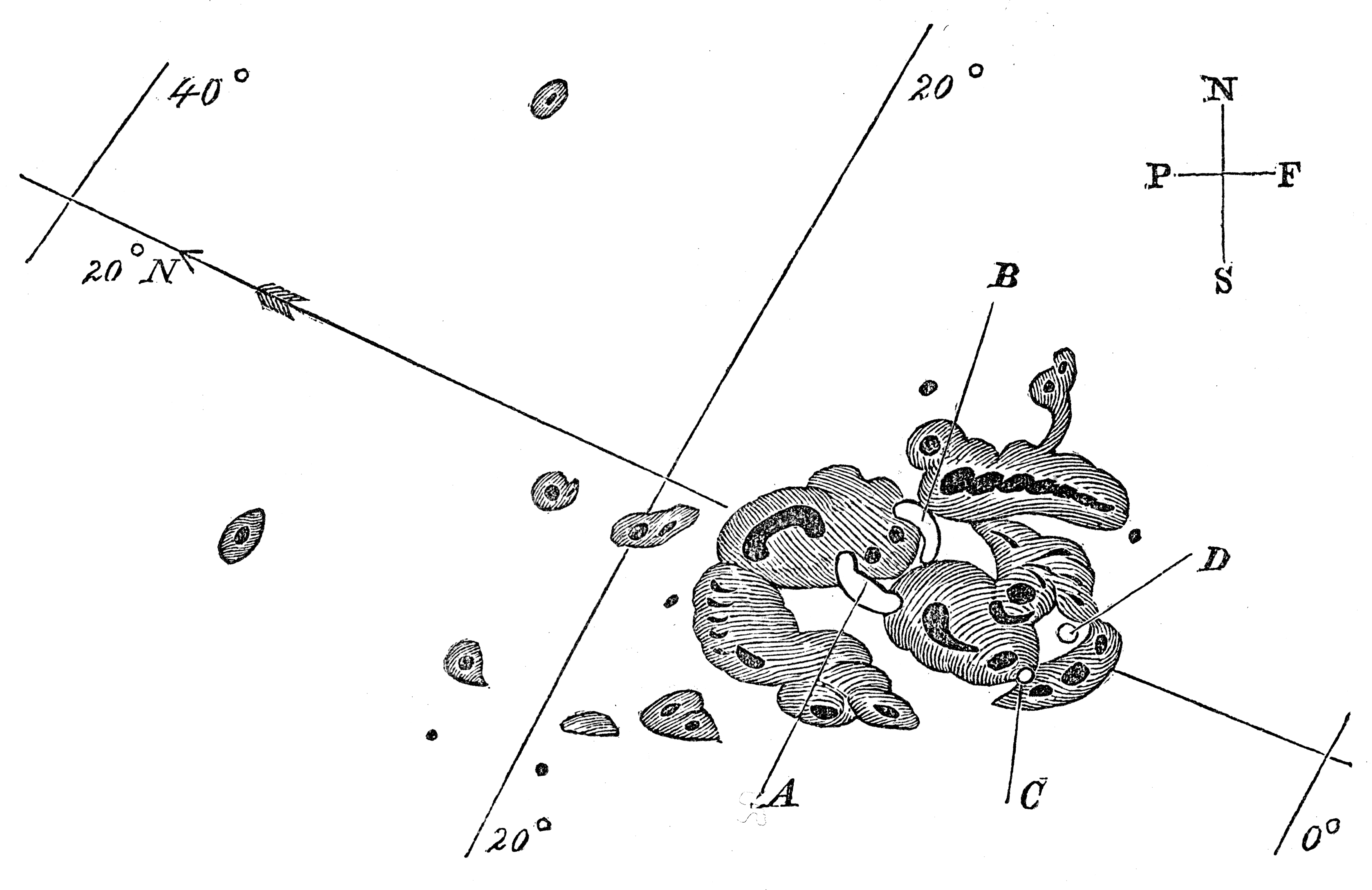
Сонячні плями під час події Керрінгтона, замальовані Річардом Керрінгтоном 1 вересня 1859.

1 вересня 1859 року Річард Керрінгтон та Річард Годжсон незалежно спостерігали перший сонячний спалах.
1–2 вересня 1859 року сталася найбільша зареєстрована геомагнітна буря, що отримала назву події Керрінгтона. Полярні сяйва спостерігалися по всьому світу, навіть над Карибським басейном. Полярні сяйва над Скелястими горами були настільки яскравими, що розбудили золотошукачів, які почали готувати сніданок, думаючи, що вже ранок. Телеграфні системи по всій Європі та Північній Америці вийшли з ладу. Телеграфні пілони викидали іскри, а телеграфний папір раптово спалахував. Деякі телеграфні системи й далі надсилали та отримували повідомлення, попри відключення від джерел живлення.